# 中糧集団
中糧集団有限公司（ちゅうりょうしゅうだん、英: COFCO Group.）は中国北京市に本社を置く企業グループ。中国最大の食品会社として香港証券取引所上場企業の中国食品や中国糧油を傘下に持つほか、金融業やホテル事業、不動産事業を展開する。1994年からはアメリカの経済誌フォーチュンによるフォーチュン・グローバル500に取り上げられている。

## 主な子会社
- 中国食品
- 中国糧油
- 中糧屯河
- 中糧地産
- 豊原生化
- 蒙牛乳業